# USS LST-821
O USS LST-821 foi um navio de guerra norte-americano da classe LST que operou durante a Segunda Guerra Mundial. Foi renomeado em homenagem ao condado de Harnett, na Carolina do Norte, e foi o único navio da Marinha dos EUA a levar o nome. Ela serviu a Marinha dos Estados Unidos na Segunda Guerra Mundial e na Guerra do Vietnã. Foi transferido para a Marinha da República do Vietnã do Sul, que a nomeou RVNS My Tho (HQ-800).
Após a Guerra do Vietnã, o Harnett County foi transferido para a Marinha das Filipinas, que o renomeou BRP Sierra Madre (LT-57). Em 1999, o governo filipino encalhou deliberadamente em Atol Second Thomas, nas Ilhas Spratly, para servir como posto avançado do Corpo de Fuzileiros Navais das Filipinas para afirmar a soberania filipina na disputa do país com a China sobre a propriedade das Ilhas Spratly, onde ainda exerce essa função.

## Marinha dos Estados Unidos
O USS LST-821 foi lançado em 19 de setembro de 1944 em Evansville, Indiana, pela Missouri Valley Bridge & Iron Company. O navio foi lançado em 27 de outubro de 1944, patrocinado pela Sra. Hugh Robertson, Sr. O LST-821 foi comissionado em 22 de novembro de 1944, com o tenente CJ Rudine no comando.

### Segunda Guerra Mundial
Durante a Segunda Guerra Mundial, o LST-821 foi designado para o teatro Ásia-Pacífico, passando a maior parte do restante da Segunda Guerra Mundial transportando suprimentos em torno de portos do Pacífico Ocidental como Eniwetok, Okinawa, Iejima, Ulithi e Guam antes da invasão planejada das ilhas japonesas. LST-821 ganhou uma Estrela de Serviço por sua atuação na Segunda Guerra Mundial. Após a rendição do Japão em setembro de 1945, o navio apoiou a ocupação do país. Em 11 de dezembro, navegou de volta aos Estados Unidos, onde foi desativada e colocado na reserva em 8 de julho de 1946.
Em 1o de julho de 1955, todos os LSTs restantes receberam nomes de condados dos EUA ; LST-821 foi renomeado USS Harnett County (LST-821).

### Guerra do Vietnã

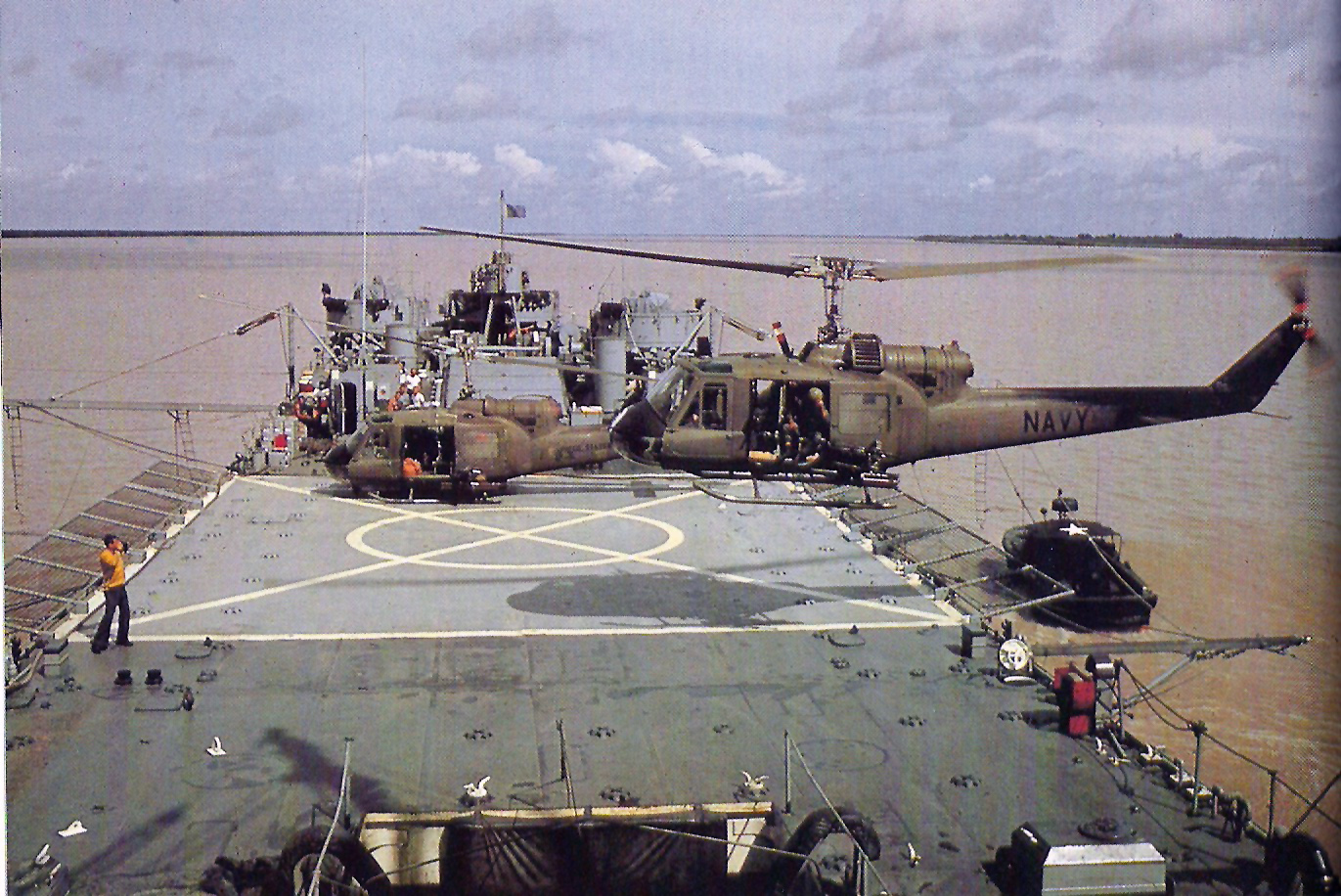
Um UH-1E Huey pousa na cabine de comando do Harnett County, no Delta do Mecom, em outubro de 1967.

Recomissionado em 20 de agosto de 1966 no Mare Island Navy Yard, Vallejo, Califórnia, O Harnett County prestou serviço extensivo durante a Guerra do Vietnã. Junto com os outros navios de desembarque de tanques Garrett County, Hunterdon County e Jennings County, Harnett County foi atualizado para ser uma base flutuante no Delta do Mecom como parte da Mobile Riverine Force. Como parte dessa reforma, o navio foi equipado com uma área de pouso e instalações de manutenção para navios de guerra UH-1B Seawolf, instalações de atracação para barcos patrulha (PBR) e equipamentos de comunicação mais modernos. O navio suportaria dez PBRs e dois navios de guerra, e poderia fornecer apoio de fogo próximo com seus canhões de 40 mm. O Harnett County apresentou-se para esta função em 12 de janeiro de 1967 e foi redesignado como Patrol Craft Tender (AGP-821) durante seu serviço, até o final de 1969. Em 12 de outubro de 1970, o navio foi desativado em Guam.
Ao longo de seu serviço no Vietnã, a tripulação do Condado de Harnett recebeu duas Menções de Unidade Presidencial por "heroísmo extraordinário" e desempenho "soberbo". O navio também recebeu nove estrelas de batalha adicionais e três Comendas de Unidade da Marinha.

## Marinha da República do Vietnã

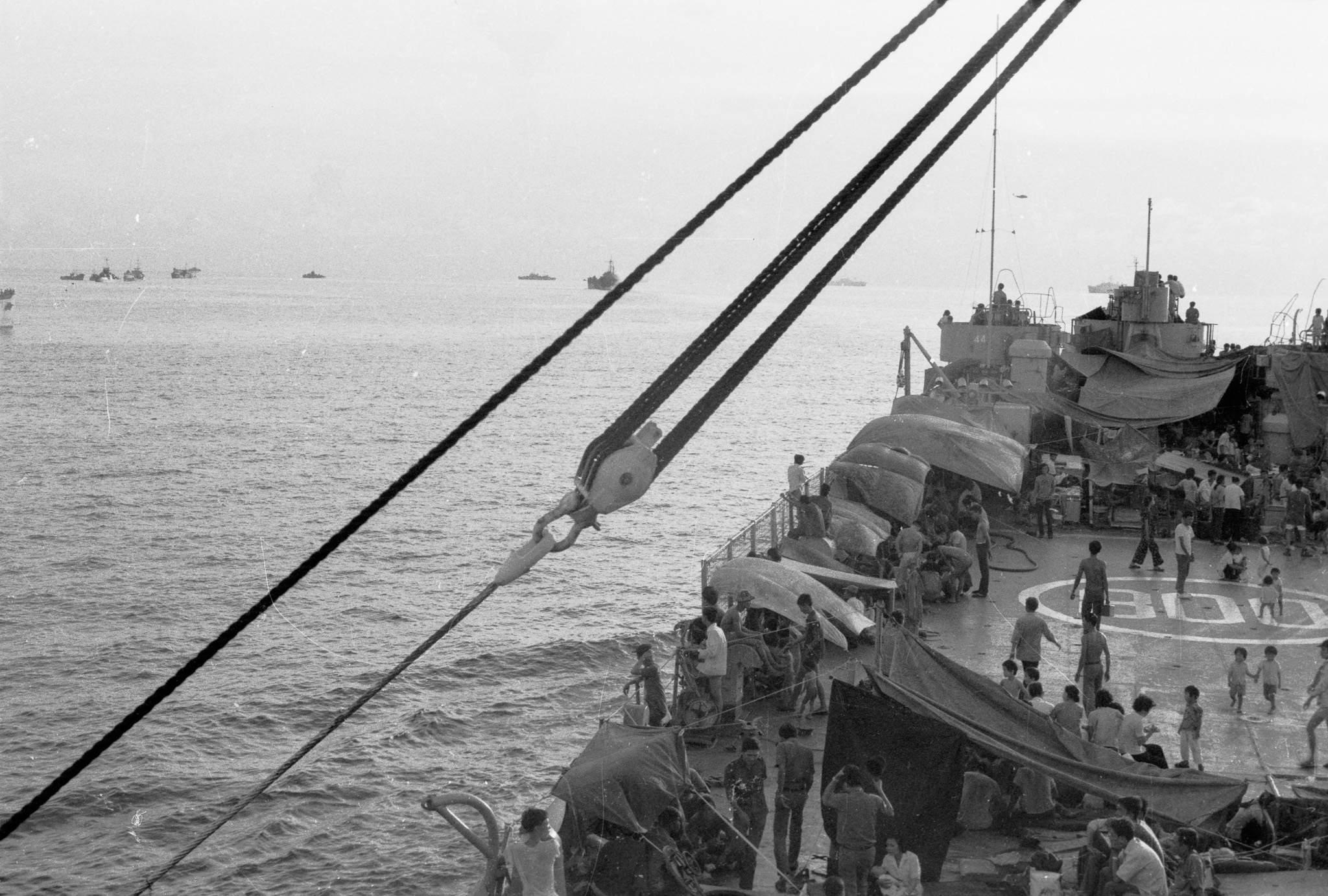
My Tho transportando refugiados vietnamitas para Subic Bay após a queda de Saigon

Os Estados Unidos transferiram o Harnett County para a Marinha da República do Vietnã no âmbito do Programa de Assistência à Segurança em 12 de outubro de 1970 e renomearam RVNS My Tho (HQ-800). My Tho continuaria a servir na guerra ribeirinha até abril de 1975. Nesse ponto, a queda de Saigon era vista como inevitável.
Durante a queda da capital sul-vietnamita, My Tho foi carregado com mais de 3 000 refugiados da cidade e navegou rio abaixo em direção ao mar. Se juntou a uma frota de outros navios sul-vietnamitas para se encontrar com o USS Kirk (DE-1087). A situação a bordo do navio era desesperadora, com alimentos e suprimentos médicos tão escassos que um helicóptero deixou o navio e pousou a bordo de Kirk para reabastecer. A flotilha chegou a Subic Bay, nas Filipinas, onde os refugiados foram desembarcados. Em troca da assistência para abrigar os sul-vietnamitas, os Estados Unidos negociaram um acordo pelo qual garantiriam que todos os navios operáveis atracados na Baía de Subic transfeririam a propriedade para as Filipinas.

## Marinha das Filipinas
O navio ficou atracado em Subic Bay por quase um ano inteiro. A Marinha das Filipinas adquiriu oficialmente o navio em 5 de abril de 1976 e o renomeou como BRP Dumagat (AL-57). Foi então rapidamente renomeado novamente para BRP Sierra Madre (LT-57) em homenagem à cordilheira filipina de Sierra Madre. O navio continuou a operar como transporte anfíbio nas décadas seguintes até a década de 1990.

### Disputa das Ilhas Spratly
Em 1999, a Marinha das Filipinas encalhou intencionalmente no Atol Second Thomas, a fim de manter a reivindicação territorial das Filipinas na área. Desde então, um destacamento de fuzileiros navais filipinos tem estado continuamente estacionado a bordo da Sierra Madre para fornecer presença militar no local. A guarda costeira chinesa patrulha frequentemente a área e tenta impedir o reabastecimento destes fuzileiros navais filipinos. Em 2013, o The New York Times visitou o local e relatou sobre a vida de um punhado de fuzileiros navais ali embarcados e o papel da embarcação na geopolítica do Mar da China Meridional. Inferiu-se que Sierra Madre nunca mais navegaria, mas ganhou importância devido ao seu papel como posto avançado na disputa das Ilhas Spratly.

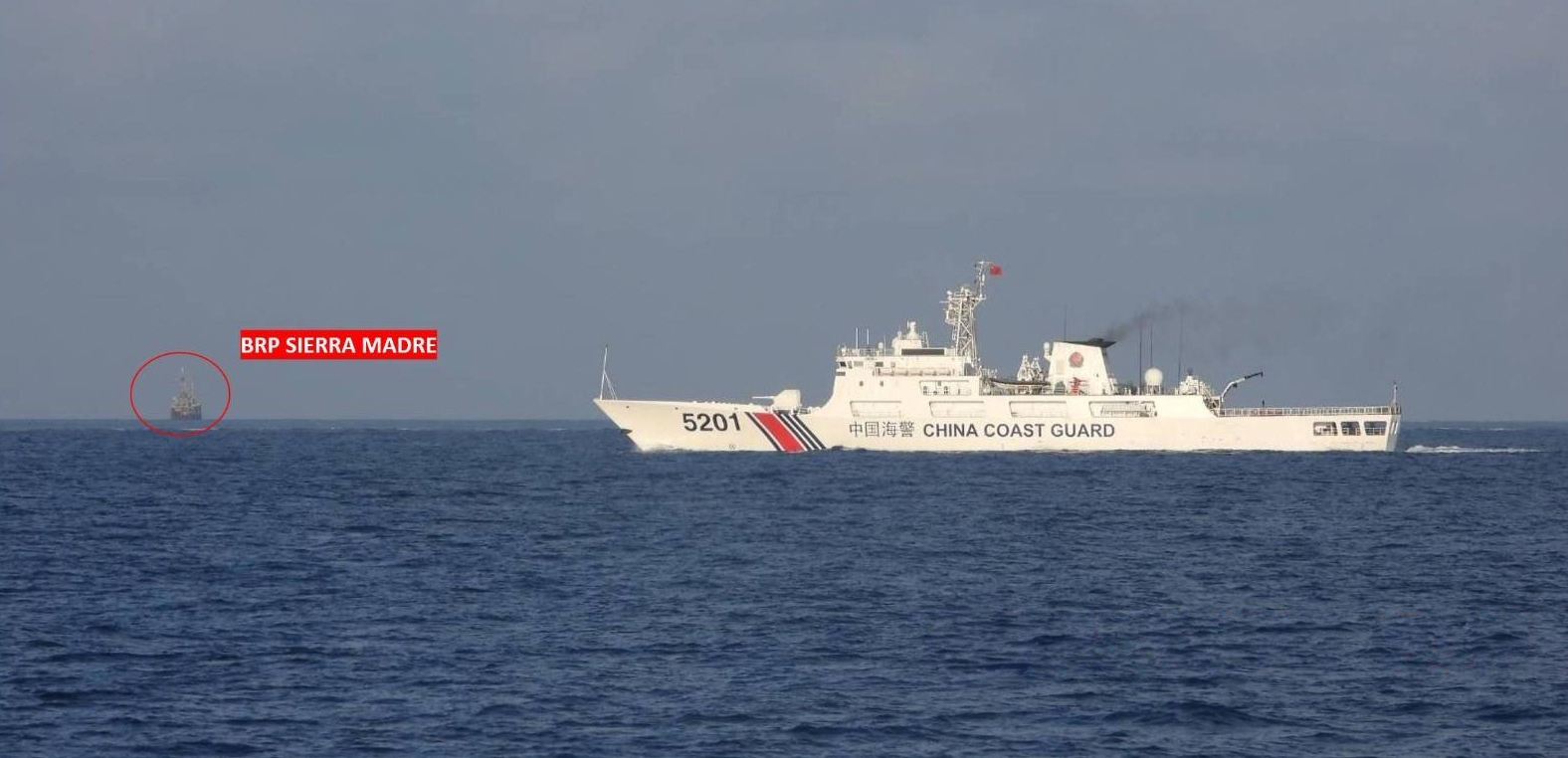
Um navio da Guarda Costeira da China (primeiro plano) ao largo do Atol Second Thomas, onde o BRP Sierra Madre (fundo) foi encalhado.

Em 11 de março de 2014, o governo filipino protestou junto ao encarregado de negócios chinês em Manila por a Guarda Costeira chinesa ter impedido em 9 de março dois navios civis contratados pela Marinha das Filipinas de trocar pessoal e entregar suprimentos para Sierra Madre. Esta foi a primeira vez que as forças chinesas interferiram no reabastecimento. Em 13 de março, as Filipinas conduziram uma missão aérea de reabastecimento aos fuzileiros navais. Em 1º de abril de 2014, a Marinha das Filipinas conseguiu fazer com que um barco de pesca com reabastecimento e fuzileiros navais de reposição ultrapassasse o bloqueio chinês.
Em setembro de 2014, Rupert Wingfield-Hayes, reportando para a BBC, visitou Sierra Madre que permaneceu bloqueada pela guarda costeira chinesa. Nessa época, os suprimentos para a guarnição de 11 fuzileiros navais filipinos foram lançados por via aérea. O navio foi descrito como em más condições: “As laterais do navio estão repletas de buracos enormes. As ondas passam por eles direto para o porão do navio."
Em julho de 2015, o porta-voz da Marinha das Filipinas, coronel Edgardo Arevalo, disse que estavam fazendo reparos de manutenção no navio para garantir sua habitabilidade mínima.
Em novembro de 2021, navios da Guarda Costeira chinesa assediaram e bloquearam dois barcos civis que reabasteciam o navio.
Em 6 de fevereiro de 2023, a Guarda Costeira chinesa usou o que a Marinha das Filipinas descreveu como um laser de nível militar para cegar temporariamente a tripulação. Em 6 de agosto de 2023, navios da Guarda Costeira chinesa dispararam canhões de água contra um navio da Guarda Costeira filipina que reabastecia Sierra Madre. O escalonamento por parte das patrulhas chinesas coincidiu com uma mudança na política externa do presidente das Filipinas, Bongbong Marcos, que aumentou a cooperação com os militares dos EUA. Em fevereiro de 2023, ele anunciou uma expansão do Acordo Reforçado de Cooperação em Defesa.